# Rain, Rain, Rain
«Rain, Rain, Rain» — песня, выпущенная на английском языке в 1973 году немецким певцом и продюсером Симоном Берндом.
В том же году она была переведена на французский язык под названием «Viens, viens» и исполнена Мари Лафоре, и на итальянский как «Lei, lei» и исполнена Далидой и Лафоре.
Греческий перевод песни «Zitas» (греч. Ζητάς) был записан в 1974 Марианной Толи и в 1991 году певицей Эвридики.

## Мелодия и текст
Оригинал был создан Симоном Берндом.

## Чарты
«Rain, Rain Rain» Симона Бернда
| Чарт (1973)                     | Высшая позиция |
| ------------------------------- | -------------- |
| Австрия (Ö3 Austria Top 40)     | 17             |
| Бельгия/Валлония (Ultratop 50)  | 41             |
| Швейцария (Schweizer Hitparade) | 4              |
| ФРГ (Offizielle Top 100)        | 20             |

«Viens, viens» Мари Лафоре
| Чарт (1973)                    | Высшая позиция |
| ------------------------------ | -------------- |
| Бельгия/Валлония (Ultratop 50) | 2              |
| ФРГ (Offizielle Top 100)       | 30             |